# شفيق طه النوباني
شفيق طه النوباني (1978 - ) ناقد وقاص أردني ولد في مدينة جرش ، عضو رابطة الكتاب الأردنيين وعضو الاتحاد العام للأدباء والكتاب العرب وعضو اتحاد كتاب آسيا وإفريقيا وأمريكا الجنوبية.

## التعليم
درس في مدارس مدينة جرش في المرحلتين الأساسية والثانوية. حصل على درجة البكالوريوس في اللغة العربية وآدابها من جامعة مؤنة عام 2000، وحصل على درجة الماجستير في اللغة العربية – أدب ونقد من جامعة اليرموك عام 2004، كما حصل على درجة دكتوراه الفلسفة في اللغة العربية وآدابها عام 2011 من الجامعة الأردنية.

## حياته
عمل النوباني معلما في وزارة التربية والتعليم الأردنية منذ عام 2000، كما عمل خبيرا في اللغة العربية لدى شركة المنهل المختصة بالمكتبات الإلكترونية في عام 2014، وعمل محاضرا غير متفرغ في جامعة فيلادلفيا في الأردن وأستاذا مساعدا في جامعة ظفار في سلطنة عمان.
شارك النوباني في تأليف عدد من كتب المناهج المدرسية التي درست في المدارس الأردنية، فأسهم في تأليف كتابي البلاغة والنقد للصفين الأول الثانوي والثاني الثانوي، كما شارك في تأليف عدد من أدلة المعلمين، فأسهم في تأليف دليل المعلم لمنهاج النحو والصرف للصف العاشر، ودليلي المعلم لمنهاجي البلاغة والنقد للصفين الأول الثانوي والثاني الثانوي.
نشط النوباني في حركة النقد الصحافي، فنشر العديد من المقالات النقدية التي تناولت عددا من الإصدارات الأدبية في الأردن والوطن العربي، فتناول عددا من المجاميع القصصية والروايات والدواوين الشعرية، كما تتبع بعض الظواهر في الأدب العربي في الأردن من خلال بعض هذه المقالات. ومن أهم الصحف التي نشر فيها إنتاجه النقدي: الرأي الثقافي ، والدستور الثقافي، ومجلة أفكار. كما نشر النوباني من خلال هذه المنابر الثقافية عددا من القصص القصيرة.
ويذكر أن الدكتور شفيق طه النوباني من أسرة عرفت بالإبداع الأدبي فأخوه الشقيق علي طه النوباني وهو شاعر وقاص وروائي، وشقيقته ميسون طه النوباني شاعرة.

## أعماله
نشر النوباني عددا من الكتب منذ عام 2004، وهي:
- «الاتجاه الواقعي في النقد العربي الحديث عبد الرحمن ياغي أنموذجا»، دار الكرمل، عمان، 2004. وقد صدر الكتاب بدعم من وزارة الثقافة. (والكتاب هو الرسالة التي أعدها لنيل درجة الماجستير).[11]

- العربون (مجموعة قصصية)، دار الكندي، إربد، 2011. وقد صدر الكتاب بدعم من وزارة الثقافة.[12]

- عمان في الرواية العربية في الأردن، دار ورد الأردنية للنشر والتوزيع، عمان،2013، وقد صدر الكتاب بدعم من وزارة الثقافة. (والكتاب هو الرسالة التي أعدها لنيل درجة الدكتوراه).[1]

- مقاطع من سيرة أبو زيد (قصص قصيرة)، مركز عماد قطري للإبداع والتنمية، دار الإسلام، القاهرة، 2015.[13]
- تحولات الرؤية: مقالات في القصة القصيرة في الأردن، منشورات جرش مدينة الثقافة الأردنية، وزارة الثقافة، عمان، 2015.[4]
- أساسيات الكتابة في العربية، الآن ناشرون وموزعون، عمان، 2018.[14]
- مراجعات نقدية وفلسفية، دار البيروني ناشرون وموزعون، عمان، 2022.[15]
- المرجعية في الشعر العربي الحديث، دار البيروني ناشرون وموزعون، عمان، 2023.[16]
- الكتابة الأكاديمية: من الإملاء إلى المنهج، الآن ناشرون وموزعون، عمان، 2024.[17]